# Сува (міфологія)
Сува (араб. سواع) — ім'я одного з божеств давньоарабської міфології. Згадується в Корані як божество, якому поклонявся народ пророка Нуха (Ноя).
Ймовірно, божество Сува вважалося покровителем стад. Воно було відомо і на півночі, і на півдні Аравії, але головне його святилище було в Рухаті (Північно-Західна Аравія). Йому поклонялось Хіджазьке плем'я хузайль . Деякі південноаравійські племена також шанували його. Сува був об'єктом активного поклоніння до появи ісламу. У VI столітті у Сува були святилища, багато я яких були зруйновані мусульманами .